# Bradycellus supplex
Bradycellus supplex är en skalbaggsart som beskrevs av Thomas Casey. Bradycellus supplex ingår i släktet Bradycellus och familjen jordlöpare. Inga underarter finns listade i Catalogue of Life.